# Spliethoff-M-Typ
Der Spliethoff-M-Typ ist eine Klasse von Mehrzweckschiffen der niederländischen Reederei Spliethoff.

## Geschichte
Die Schiffe wurden auf der Werft Zhejiang Ouhua Shipbuilding Co. in Zhoushan, China, für die niederländische Reederei Spliethoff gebaut. Sie wurden 2011 bzw. 2012 abgeliefert. Der Entwurf des Schiffstyps stammt von Neptun Ship Design.
Die Schiffe gehören Einschiffsgesellschaften. Sie werden von Spliethoff in der weltweiten Fahrt eingesetzt.

## Beschreibung
Die Schiffe werden von einem Viertakt-Sechszylinder-Dieselmotor des Herstellers Wärtsilä (Typ: 6L46) mit 5430 kW Leistung angetrieben. Der Motor wirkt über ein Getriebe auf einen Propeller. Die Schiffe sind mit einem Bugstrahlruder ausgerüstet.
Die Schiffe verfügen über zwei boxenförmige Laderäume mit einer Kapazität von insgesamt 15.640 m³. Laderaum 1 ist mit Faltlukendeckeln, Laderaum 2 mit einer Kombination aus Falt- und Pontonlukendeckeln verschlossen. Laderaum 1 ist 25,6 Meter lang, 15,8 Meter breit und 11,8 Meter hoch, Laderaum 2 ist 64,0 Meter lang, 15,8 Meter breit und 11,8 Meter hoch. Die Schiffe sind mit vierzehn Zwischendeckpontons ausgerüstet, mit denen die Laderäume in drei Höhen unterteilt werden können. Im Laderaum 1 kann das Zwischendeck auf der gesamten Länge des Raums eingehängt werden, im Laderaum 2 auf einer Länge von 57,6 Meter. Im vorderen Bereich von Laderaum 1 reichen seitliche Tanks in den Raum. Hier können die Zwischendecks nur auf den oberen beiden Höhen eingehängt werden. Die Zwischendeckpontons können auch als Schotten genutzt und die Laderäume damit in zehn Abteilungen aufgeteilt werden. Auf der Back befindet sich ein Wellenbrecher zum Schutz vor überkommendem Wasser.
Die Tankdecke kann mit 20 t/m², das Zwischendeck mit 4,5 t/m² und die Lukendeckel mit 2 t/m² belastet werden. Auf der Tankdecke der beiden Laderäume stehen insgesamt 1.242 m², auf dem Zwischendeck 1.415 m² und an Deck 1.596 m² Fläche zur Verfügung.
Die Schiffe sind mit drei NMF-Kranen auf der Steuerbordseite ausgerüstet. Die Kapazität der Krane beträgt jeweils 80 t.
Die Containerkapazität der Schiffe beträgt 696 TEU.
Das Deckshaus befindet sich im hinteren Bereich der Schiffe. Hinter dem Deckshaus befindet sich auf der Steuerbordseite ein Freifallrettungsboot. Der Rumpf der Schiffe ist eisverstärkt (Eisklasse 1A).

## Schiffe
| M-Typ                                                             | M-Typ       | M-Typ       | M-Typ                                              |
| Bauname                                                           | Bau- nummer | IMO- Nummer | Kiellegung Stapellauf Ablieferung                  |
| ----------------------------------------------------------------- | ----------- | ----------- | -------------------------------------------------- |
| Maasgracht                                                        | 591         | 9571492     | 22. Dezember 2009 5. Juli 2011                     |
| Marsgracht                                                        | 592         | 9571507     | 22. Dezember 2009 18. Juli 2011                    |
| Merwedegracht                                                     | 593         | 9571519     | 22. Dezember 2009 15. August 2011                  |
| Minervagracht                                                     | 594         | 9571521     | 22. Dezember 2009 24. März 2011 19. Oktober 2011   |
| Molengracht                                                       | 595         | 9571533     | 22. Dezember 2009 30. Dezember 2010 5. Januar 2012 |
| Muntgracht                                                        | 596         | 9571545     | 22. Dezember 2009 24. April 2011 26. Februar 2012  |
| Daten: Lloyd’s Register / Stichting Maritiem-Historische Databank |             |             |                                                    |

Die Schiffe fahren unter der Flagge der Niederlande. Heimathafen ist Amsterdam.